# La Motte-Chalancon
La Motte-Chalancon (in occitano La Mota de Chalancon) è un comune francese di 421 abitanti situato nel dipartimento della Drôme della regione dell'Alvernia-Rodano-Alpi.

## Società

### Evoluzione demografica
Abitanti censiti